# Икономика на околната среда
Икономика на околната среда е подполе на икономиката, което се занимава с въпроси на околната среда. Според Програмата за икономиката на околната среда на Националното бюро за икономически изследвания на САЩ:
| „ | [...] Икономика на околната среда [...] се заема с теоретичните и емпирични изследвания на икономическите ефекти на националните и локални политики, свързани с околната среда, по целия свят [...]. Конкретни въпроси в тази област включват стойността и печалбите от алтернативни политики по отношение на околната среда за справяне на проблемите, свързани с популацията, качеството на водата, токсичните субстанции, твърдите битови отпадъци и глобалното затопляне. | “ |